# طامزة
طامزة هي إحدى بلديات ولاية خنشلة الجزائرية. وتلفظ طامزة أو ثامزة باللغة المحلية لسكان أم البواقي الولاية الأم أو ولاية البنت الوسطى للملكة الأمازيغية المشهورة بالكاهنة معناها الغولة أو حزمة القمح أو الشعير الناضج وينطقونها «ثيمزي» إذ أن المنطقة نادرا ما يزرع فيها القمح بينما يعتبر الشعير أكثر زراعة ووفرة.